# Vull parlar sobre Duras
Vull parlar sobre Duras (originalment en francès, Vous ne désirez que moi) és una pel·lícula francesa del 2021 dirigida per Claire Simon. S'ha subtitulat al català.
És una adaptació de Je voudrais parler de Duras (Pauvert, 2016), una entrevista inèdita a l'escriptor Yann Andréa amb la periodista Michèle Manceaux.

## Sinopsi
A Neauphle-le-Château, Yann Andréa, que fa dos anys que viu amb l'escriptora Marguerite Duras, explica com s'hi va establir i continua la seva relació amb una periodista, Michèle Manceaux. Això l'empeny a ser el més precís possible.

## Repartiment
- Swann Arlaud: Yann Andréa
- Emmanuelle Devos: Michèle Manceaux
- Christophe Paou: l'amic de Michèle Manceaux
- Philippe Minyana

## Premis i reconeixements
- Festival de Cinema de Cabourg de 2022: Swann d'Or al millor actor per Swann Arlaud[3]
- Festival Internacional de Cinema de Sant Sebastià de 2021: en competició